# Namibia ved OL
Namibia deltog første gang i olympiske lege i Sommer-OL 1992 i Barcelona og har siden deltaget i samtlige sommerlege. De har aldrig deltaget i vinterlege.

## Medaljeoversigt
| Namibias medaljer under de olympiske sommerlege | Namibias medaljer under de olympiske sommerlege | Namibias medaljer under de olympiske sommerlege | Namibias medaljer under de olympiske sommerlege | Namibias medaljer under de olympiske sommerlege | Namibias medaljer under de olympiske sommerlege |
| ----------------------------------------------- | ----------------------------------------------- | ----------------------------------------------- | ----------------------------------------------- | ----------------------------------------------- | ----------------------------------------------- |
| Lege                                            | Guld                                            | Sølv                                            | Bronze                                          | Totalt                                          | Rang                                            |
| 1992 Barcelona                                  | 0                                               | 2                                               | 0                                               | 2                                               | 41                                              |
| 1996 Atlanta                                    | 0                                               | 2                                               | 0                                               | 2                                               | 55                                              |
| 2000 Sydney                                     | 0                                               | 0                                               | 0                                               | 0                                               | –                                               |
| 2004 Athen                                      | 0                                               | 0                                               | 0                                               | 0                                               | –                                               |
| 2008 Beijing                                    | 0                                               | 0                                               | 0                                               | 0                                               | –                                               |
| 2012 London                                     | 0                                               | 0                                               | 0                                               | 0                                               | –                                               |
| 2016 Rio de Janeiro                             | 0                                               | 0                                               | 0                                               | 0                                               | –                                               |
| 2020 Tokyo                                      |                                                 |                                                 |                                                 |                                                 |                                                 |
| Totalt                                          | 0                                               | 4                                               | 0                                               | 4                                               |                                                 |

## Medaljevindere
| Medalje | Navn               | År             | Sport   | Øvelse                |
| ------- | ------------------ | -------------- | ------- | --------------------- |
| Sølv    | Frankie Fredericks | 1992 Barcelona | Atletik | 100 meter løb, herrer |
| Sølv    | Frankie Fredericks | 1992 Barcelona | Atletik | 200 meter løb, herrer |
| Sølv    | Frankie Fredericks | 1996 Atlanta   | Atletik | 100 meter løb, herrer |
| Sølv    | Frankie Fredericks | 1996 Atlanta   | Atletik | 200 meter løb, herrer |